# Les Iffs
Les Iffs sont une commune française située dans le département d'Ille-et-Vilaine, en région Bretagne.

## Géographie

### Localisation et communes limitrophes
La commune est située en Ille-et-Vilaine, entre Rennes et Dinan, à 376 km de Paris, 29 km de Rennes, 31 km de Dinan et 55 km de Saint-Malo.
| La Baussaine | Tinténiac            |                       |
| Cardroc      | Iffs                 | Saint-Brieuc-des-Iffs |
|              | La Chapelle-Chaussée |                       |

### Hydrographie
Pour un article plus général, voir Réseau hydrographique d'Ille-et-Vilaine.
La commune est située dans le bassin Loire-Bretagne. Elle n'est drainée par aucun cours d'eau,.

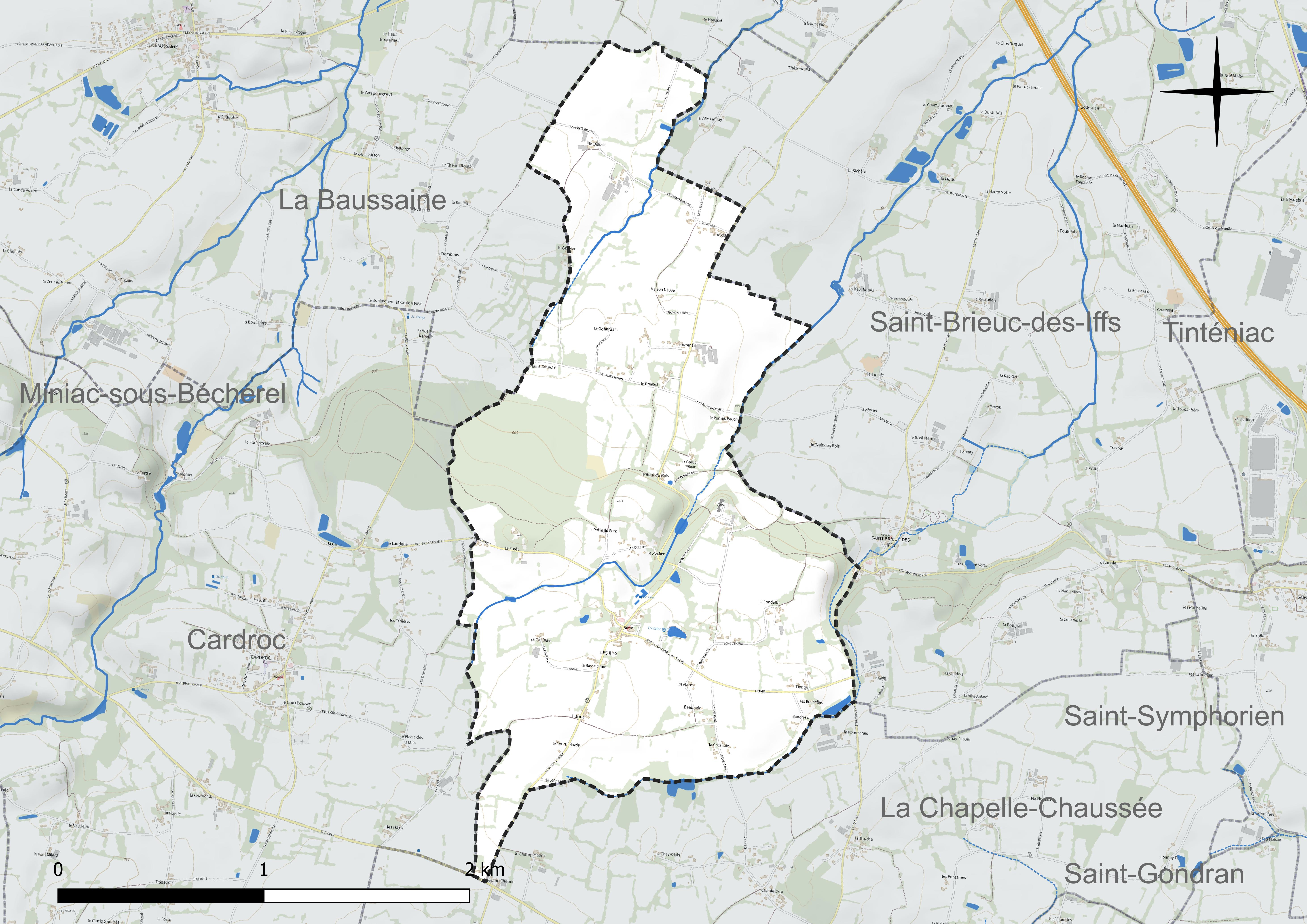
Réseau hydrographique des Iffs.

### Climat
Pour des articles plus généraux, voir Climat de la Bretagne et Climat d'Ille-et-Vilaine.
En 2010, le climat de la commune est de type climat océanique franc, selon une étude du CNRS s'appuyant sur une série de données couvrant la période 1971-2000. En 2020, Météo-France publie une typologie des climats de la France métropolitaine dans laquelle la commune est exposée à un climat océanique et est dans la région climatique  Bretagne orientale et méridionale, Pays nantais, Vendée, caractérisée par une faible pluviométrie en été et une bonne insolation. Parallèlement l'observatoire de l'environnement en Bretagne publie en 2020 un zonage climatique de la région Bretagne, s'appuyant sur des données de Météo-France de 2009. La commune est, selon ce zonage, dans la zone « Intérieur Est », avec des hivers frais, des étés chauds et des pluies modérées.  
Pour la période 1971-2000, la température annuelle moyenne est de 11,2 °C, avec une amplitude thermique annuelle de 12,8 °C. Le cumul annuel moyen de précipitations est de 808 mm, avec 12,9 jours de précipitations en janvier et 7,8 jours en juillet. Pour la période 1991-2020, la température moyenne annuelle observée sur la station météorologique la plus proche, située sur la commune du Quiou à 12 km à vol d'oiseau, est de 11,6 °C et le cumul annuel moyen de précipitations est de 757,4 mm,. Pour l'avenir, les paramètres climatiques de la commune estimés pour 2050 selon différents scénarios d'émission de gaz à effet de serre sont consultables sur un site dédié publié par Météo-France en novembre 2022.

## Urbanisme

### Typologie
Au 1er janvier 2024, Les Iffs sont catégorisés commune rurale à habitat dispersé, selon la nouvelle grille communale de densité à sept niveaux définie par l'Insee en 2022.
Elle est située hors unité urbaine. Par ailleurs la commune fait partie de l'aire d'attraction de Rennes, dont elle est une commune de la couronne,. Cette aire, qui regroupe 183 communes, est catégorisée dans les aires de 700 000 habitants ou plus (hors Paris),.

### Occupation des sols
L'occupation des sols de la commune, telle qu'elle ressort de la base de données européenne d'occupation biophysique des sols Corine Land Cover (CLC), est marquée par l'importance des territoires agricoles (86,4 % en 2018), une proportion identique à celle de 1990 (86,4 %). La répartition détaillée en 2018 est la suivante : 
terres arables (49,4 %), zones agricoles hétérogènes (22,2 %), prairies (14,8 %), forêts (13,6 %). L'évolution de l'occupation des sols de la commune et de ses infrastructures peut être observée sur les différentes représentations cartographiques du territoire : la carte de Cassini (XVIIIe siècle), la carte d'état-major (1820-1866) et les cartes ou photos aériennes de l'IGN pour la période actuelle (1950 à aujourd'hui).

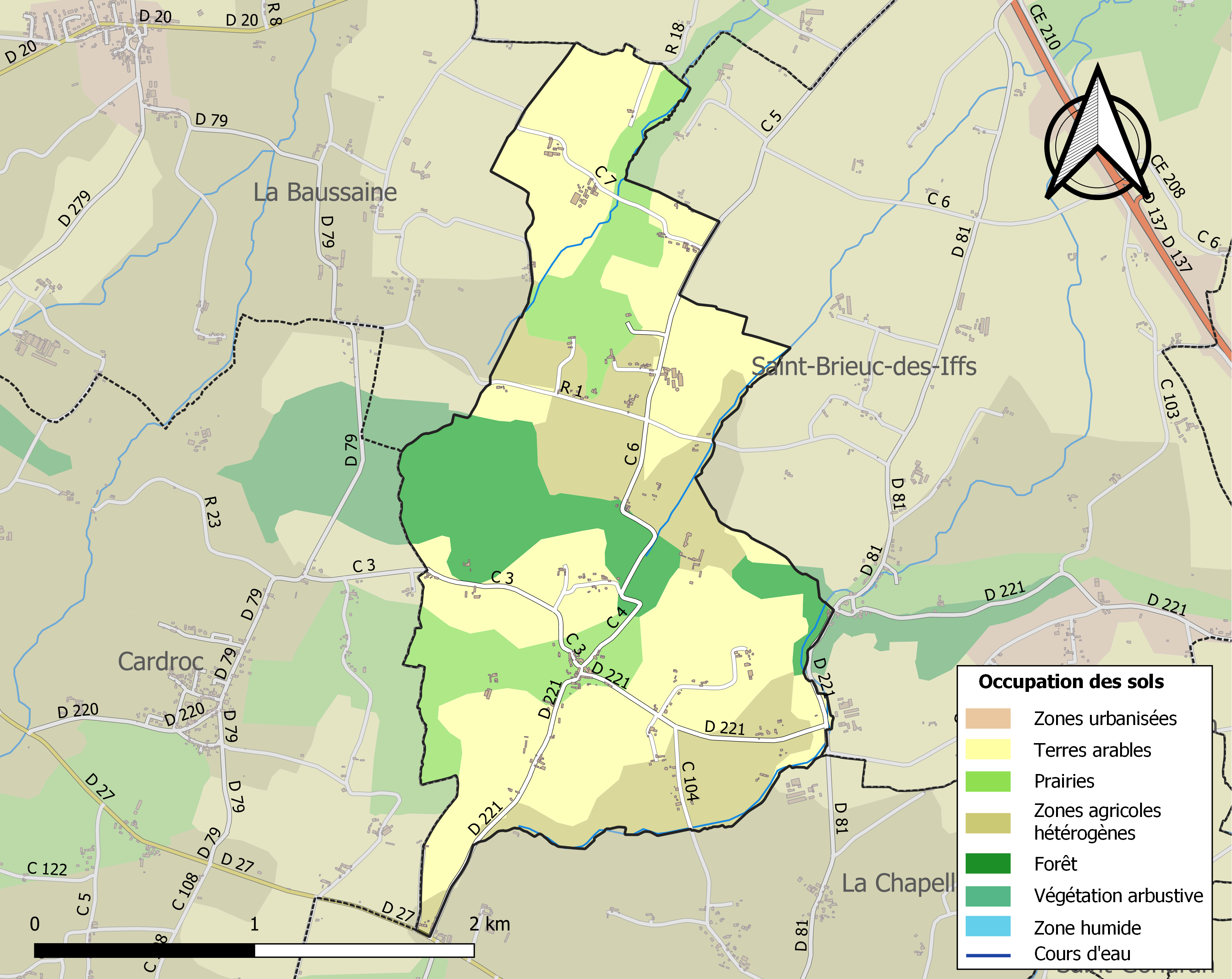
Carte des infrastructures et de l'occupation des sols de la commune en 2018 (CLC).

## Toponymie
Le nom de la localité est attesté sous les formes Parochia de Iis en 1184, ecclesia de Hyis en 1262, Les Iffs au XVIe siècle.
« Les Iffs » serait dû à la déformation de l'ancien français eveïs ou eaveïs « lieu où il y a de l'eau », « marécage », hérité du latin tardif aquaticum, lui-même dérivé de aqua « eau », dont un autre dérivé est le français évier[réf. nécessaire].
Les I's en gallo.
On trouve, aussi, la commune de Saint-Brieuc-des-Iffs, en Ille-et-Vilaine.

## Histoire
- Bataille de Montmuran en 1354 ;
- Bataille des Iffs en 1795.

## Politique et administration

### Rattachements administratifs et électoraux
Les Iffs appartiennent à l'arrondissement de Saint-Malo depuis 2017 et au canton de Combourg depuis le redécoupage cantonal de 2014. Avant cette date, la commune faisait partie du canton de Bécherel.
Pour l'élection des députés, la commune fait partie de la troisième circonscription d'Ille-et-Vilaine, représentée depuis février 2020 par Claudia Rouaux (PS-NFP). Auparavant, elle a successivement appartenu à la circonscription de Saint-Malo (Second Empire), la circonscription de Montfort (IIIe République) et la 1re circonscription (1958-1986).

### Intercommunalité
De 1990 jusqu'à sa dissolution, Les Iffs appartenaient à la communauté de communes du Pays de Bécherel. La commune a intégré la communauté de communes Bretagne Romantique le 1er janvier 2014.

### Administration municipale
Le nombre d'habitants au dernier recensement étant compris entre 100 et 499, le nombre de membres du conseil municipal est de 11.

### Liste des maires
| Période                                  | Période        | Identité                                                  | Étiquette | Qualité                      |
| ---------------------------------------- | -------------- | --------------------------------------------------------- | --------- | ---------------------------- |
| ?                                        | ?              | M. de La Villéon                                          |           |                              |
| octobre 1947                             | juillet 1970   | Henri Lechaux                                             |           | Négociant Décédé en fonction |
| mars 1971                                | mars 1983      | Jacques-Olivier de La Villéon                             |           |                              |
| mars 1983                                | mars 2008      | Alphonse Vettier                                          |           | Agriculteur retraité         |
| mars 2008                                | février 2017   | Hervé de La Villéon Fils de Jacques-Olivier de La Villéon | DVD       | Retraité Démissionnaire      |
| février 2017                             | 3 juillet 2020 | Christian Daugan                                          |           | Artisan                      |
| 3 juillet 2020                           | En cours       | Jean-Yves Jullien                                         |           | Agriculteur                  |
| Les données manquantes sont à compléter. |                |                                                           |           |                              |

## Démographie
L'évolution du nombre d'habitants est connue à travers les recensements de la population effectués dans la commune depuis 1793. Pour les communes de moins de 10 000 habitants, une enquête de recensement portant sur toute la population est réalisée tous les cinq ans, les populations de référence des années intermédiaires étant quant à elles estimées par interpolation ou extrapolation. Pour la commune, le premier recensement exhaustif entrant dans le cadre du nouveau dispositif a été réalisé en 2008.

En 2022, la commune comptait 274 habitants, en évolution de +0,74 % par rapport à 2016 (Ille-et-Vilaine : +5,46 %, France hors Mayotte : +2,11 %).
| 1793 | 1800 | 1806 | 1821 | 1831 | 1836 | 1841 | 1846 | 1851 |
| ---- | ---- | ---- | ---- | ---- | ---- | ---- | ---- | ---- |
| 500  | 468  | 480  | 510  | 467  | 480  | 460  | 490  | 443  |

| 1856 | 1861 | 1866 | 1872 | 1876 | 1881 | 1886 | 1891 | 1896 |
| ---- | ---- | ---- | ---- | ---- | ---- | ---- | ---- | ---- |
| 472  | 443  | 441  | 402  | 419  | 397  | 382  | 390  | 370  |

| 1901 | 1906 | 1911 | 1921 | 1926 | 1931 | 1936 | 1946 | 1954 |
| ---- | ---- | ---- | ---- | ---- | ---- | ---- | ---- | ---- |
| 374  | 355  | 327  | 293  | 271  | 309  | 299  | 283  | 250  |

| 1962 | 1968 | 1975 | 1982 | 1990 | 1999 | 2006 | 2008 | 2013 |
| ---- | ---- | ---- | ---- | ---- | ---- | ---- | ---- | ---- |
| 212  | 208  | 191  | 178  | 218  | 232  | 251  | 256  | 272  |

| 2018 | 2022 | - | - | - | - | - | - | - |
| ---- | ---- | - | - | - | - | - | - | - |
| 273  | 274  | - | - | - | - | - | - | - |

## Lieux et monuments
La commune abrite trois monuments historiques protégés :
- Le château de Montmuran, château des seigneurs de Tinténiac datant du XIIe siècle (remanié au XIIIe, XVe, XVIIe et XVIIIe siècles). Les communs et une partie du parc ont été  inscrits par arrêté du 26 septembre 2000 et le château et ses dépendances ont été classés par arrêté du 17 septembre 2003[23].
- Le manoir de la Boulaye, gentilhommière construite en 1554 et modifiée au XVIIe siècle, inscrit par arrêté du 4 décembre 1968[24].
- L'église Saint-Ouen, bâtie au XVe siècle et dotée d'un clocher inspiré des clochers bretons gothiques en 1867 par Arthur Regnault. Les verrières de l'église illustrent l'art du vitrail au XVIe siècle. Elle a été classée par arrêté du 26 décembre 1906[25],[26].

Autre monument :
- Fontaine de dévotion à saint Fiacre.

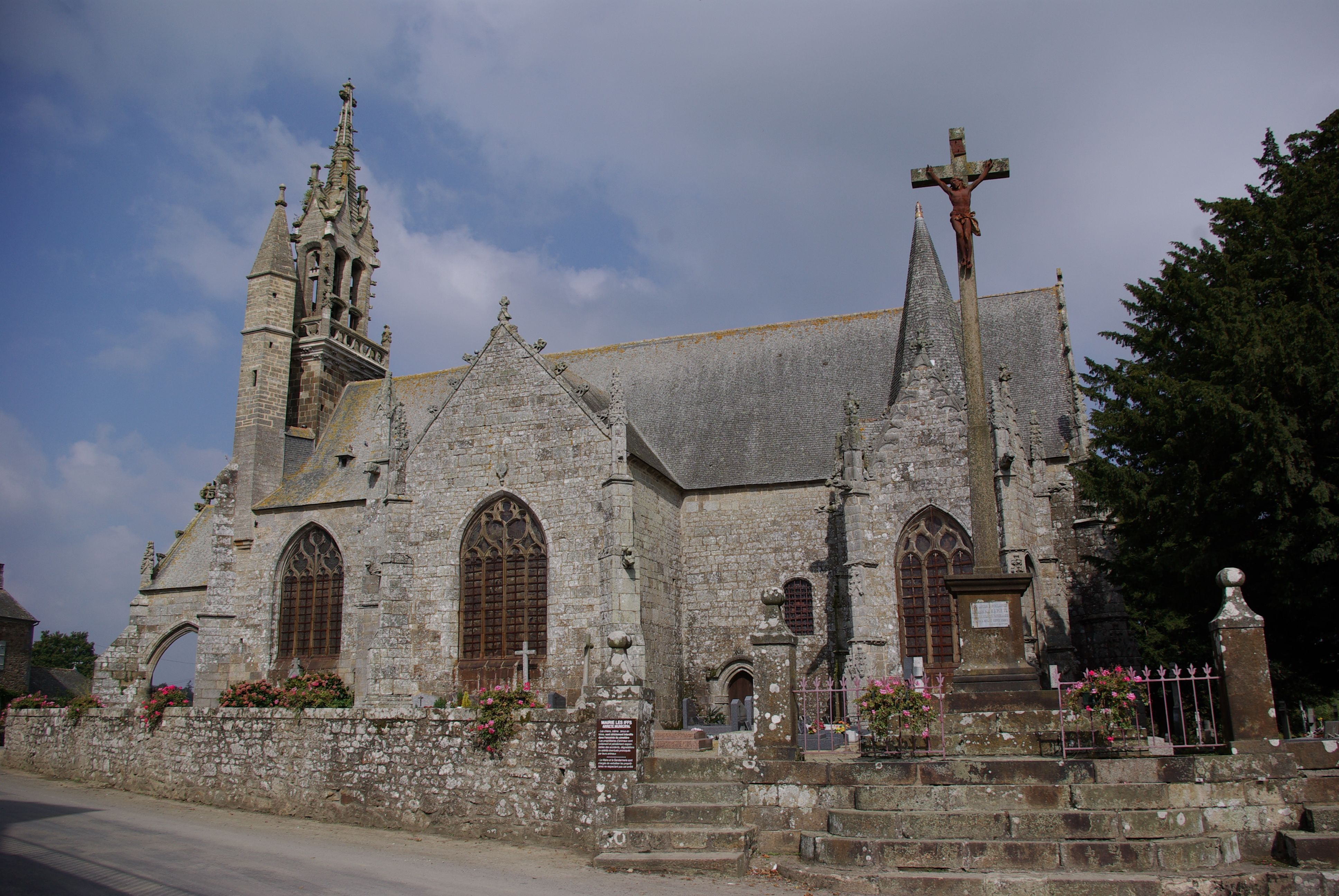
L'église paroissiale Saint-Ouen.
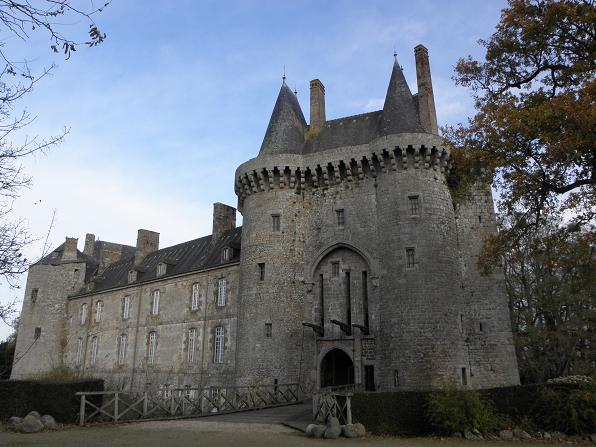
Le château de Montmuran.
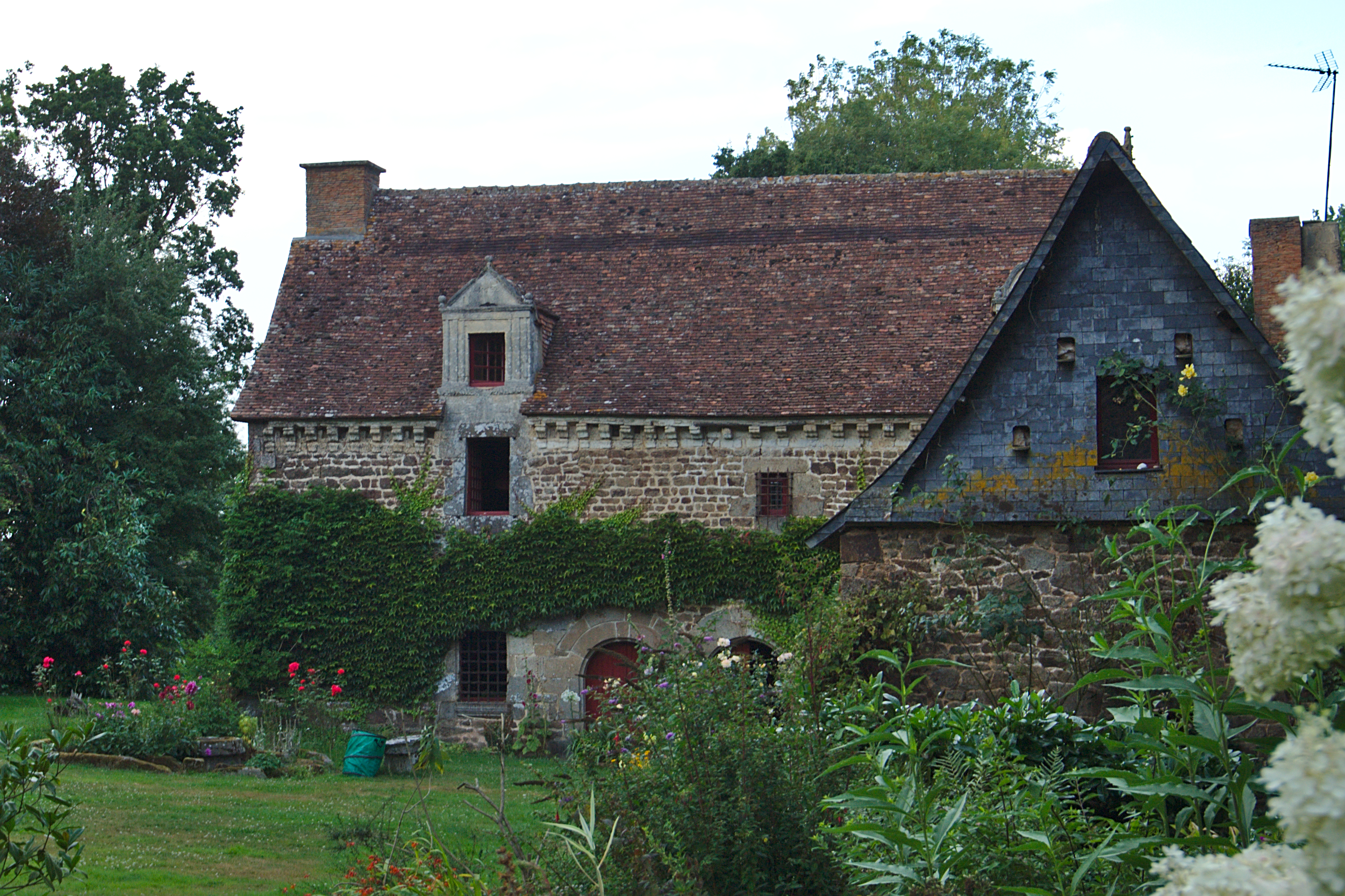
Le manoir de la Boulaye
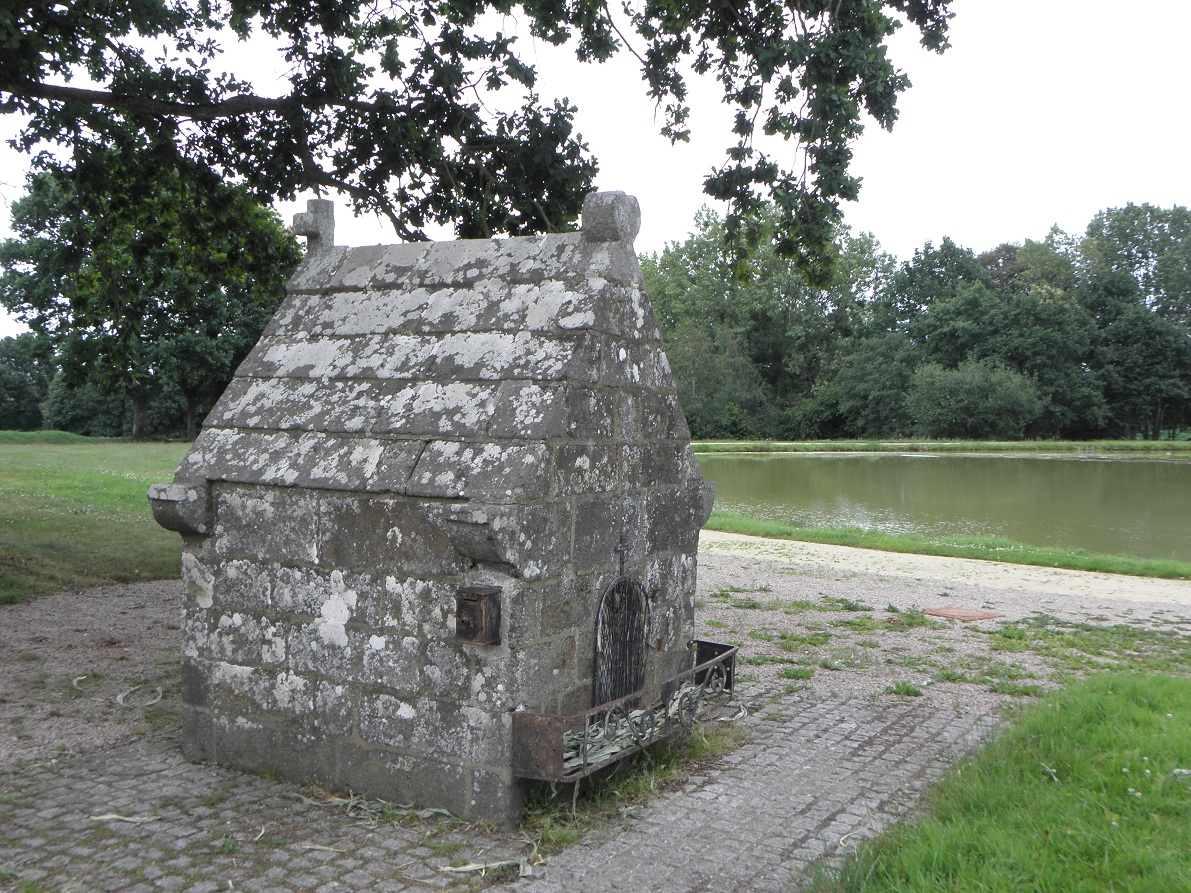
La fontaine Saint-Fiacre.